# 才口千晴
才口 千晴 （さいぐち ちはる、男性、1938年9月3日 - 2024年4月17日）は、弁護士、元最高裁判所判事（2004年1月6日 - 2008年9月2日）。長野県上水内郡豊野町（現長野市）出身。

## 人物
破産法の専門家で、ダイエー再建時の2003年頃、企業再生ファンド アドバイザーを務めた。2001年から2003年にかけて、ラジオ番組「テレフォン人生相談」（ニッポン放送）に回答者として出演していた。現在はTMI総合法律事務所に所属。

## 略歴
- 1957年 長野県長野北高等学校卒業、中央大学経済学部入学
- 1959年 同大法学部へ転部
- 1961年 同大卒業
- 1964年 司法研修所修習生（第18期）
- 1966年 弁護士登録（東京弁護士会）
- 1984年 東京家庭裁判所調停委員・参与員
- 1989年 東京弁護士会副会長
- 1994年 中央大学法学部客員講師・教授
- 1995年 法務省司法試験考査委員
- 1997年 日本弁護士連合会倒産法改正問題検討委員会委員長
- 1998年 法制審議会倒産法部会委員
- 1999年 最高裁判所民事規則制定諮問委員会委員
- 2004年1月6日 最高裁判所判事
- 2005年9月11日 最高裁判所裁判官国民審査において、罷免を可とする票5,082,235票、罷免を可とする率7.87%で信任[1]。
- 2008年9月2日　定年により退官
- 2009年 11月3日 旭日大綬章[2]
- 2011年弁護士再登録。
- 2024年4月17日 脳梗塞のため死去[3]。85歳没。

## 最高裁判例
- 祖父母による孫の連れ去り（未成年者誘拐）事件に関して、「本来、このような紛争は家裁調停もしくは当事者間の話し合いなどで解決を図るのが相当で、刑事司法が介入する場合でも、未成年者の福祉を踏まえ、将来の解決方法を考えながら、範囲･程度については慎重に検討すべき」として高裁の実刑判決を破棄、執行猶予付の有罪判決を自判した。

（平成17（あ）第2437号 未成年者誘拐被告事件 平成17年01月26日 第一小法廷判決：破棄自判）
- 酒気帯び運転で一晩に2回検挙された熊本県の中学校教員が、懲戒免職処分を不服として熊本県教育委員会を相手どり、処分取り消しを求めた訴訟の上告審で、「酒気帯び運転の常習性はなく、教諭としての評価は極めて高かった」と認定し、処分は重すぎるとした福岡高裁の二審判決を支持、教育委員会側の上告を棄却した。

（懲戒免職処分取消等（通称　町立中学校教諭懲戒免職）事件、平成19年7月12日 最高裁第一小法廷判決：棄却　※原審：平成18年（行コ）第16号）
- 松文館裁判 - 第一小法廷の裁判長として、チャタレー事件最高裁判例を引用し上告を棄却した（有罪判決が確定）。

### 大法廷判決に対する対応
- 非嫡出子の相続差別の合憲判断で、泉德治判事とともに「違憲」の反対意見を出している。

（平成16年（オ）第992号 不当利得返還請求本訴、同反訴事件。平成16年10月14日 第一小法廷判決：棄却）
- 東京都保健婦管理職選考受験資格確認等請求事件で、公権力行使を伴う地方公務員の管理職試験資格に外国人を加えない事は憲法違反ではないという多数意見を支持。

（平成10（行ツ）第93号 管理職選考受験資格確認等請求事件。平成17年01月26日 最高裁判所大法廷判決：破棄自判）
- 2005年9月11日において行われた衆議院議員総選挙の小選挙区の区割規定が憲法14条1項等に反していたか。多数意見（合憲・補足意見）
- 衆議院議員小選挙区選出議員選挙について候補者届出政党所属候補者と無所属候補者に対する選挙運動の差異を設けることは憲法14条1項等に反するか。多数意見（合憲）
- 国籍法3条1項は憲法14条1項に違反するか。多数意見（違憲）

## 著作
- 『民事再生法の理論と実務（上・下）』（ぎょうせい）
- 『特別清算手続の実務』（商事法務研究会・共著）
- 『弁護士任官判事のつぶやき』（商事法務研究会・私家版）

## 関連書籍
- 『現代信濃人物誌 10』1972年